# Никулино (село, Ульяновская область)
Никулино — село в Николаевском районе Ульяновской области.
Административный центр Никулинского сельского поселения. Ранее было центром Никулинского сельсовета.

## История
В мае 1701 года братьям Фёдору и Трофиму Никулиным были отведены земли по речке Рызлейке, что и положило началу современному селу Никулино. Жители села в основном пришельцы из центральных районов России, частью казацкого происхождения, частью служилые люди с оборонительной черты Усолье Сызрань — Канадей — Пенза. Здесь нашли приют беглые и раскольники. 
С постройкой в начале XVIII века в Никулино деревянного храма во имя Святого Духа, село стало называться — Святодуховское.
В 1780 году, при создании Симбирского наместничества, село Святодуховское Микулино тож, при речках Рызлее и Канадеях, помещичьих крестьян, вошло в состав Канадейского уезда. С 1796 года — в Сызранском уезде Симбирской губернии.
В 1806 году, на средства помещицы Елизаветы Михайловны Городецкой, был построен  каменный храм. Престолов два: главный — в честь Владимирской иконы Божьей Матери и в приделе — во имя Святителя и Чудотворца Николая. При храме деревянная усыпальница.   
В 1840 году 13 домов из Никулина образовали деревню Булгаковка.  
В 1859 году Микулино (Никулино), по тракту из пригорода Канадея в г. Кузнецк, входила в состав 2-го стана  Сызранского уезда Симбирской губернии, в котором православная церковь, винокуренный завод.   
В 1861 году село стало волостным центром.   
В 1864 году в Никулине в общественном здании открылась земская школа. 
В 1874 году рядом с селом была проложена Моршанско-Сызранская железная дорога (с 1890 года — Сызранско-Вяземская железная дорога), на которой была открыта станция «Никулино». 
В 1929 году в селе организовано два товарищества по совместной обработке земли (ТОЗ) «Труд» и «Греково», в 1930 году они были  объединены в сельхозартель «По заветам Ильича». В 1929 же году в Никулино был основан колхоз «12 годовщина Октября», который в 1950 году вошёл в состав объединённого колхоза им. Маленкова.  
В 1958 году в результате объединения с колхозом села Ахметлей и сельхозартель стала носить название «Дружба», а  в 1960 году хозяйства разъединились и колхозу было дано название «Родина». 
В 1992 году колхоз «Родина» был реорганизован в производственный кооператив «Родина», в 2001 году — в СПК «Родина», затем — образовалось ООО «Наша Родина». На сегодняшний день здесь работает ООО «СПК «Наша Родина».

## Население
| 2010 |
| ---- |
| 338  |

На 1780 год в селе жило 243 ревизских душ.
В 1859 году в 73 дворах жило 290 м. и 298 ж.;
В 1900 году — в 98 дворах жило 391 м. и 399 ж.;
В 1996 году в селе Никулино население составляло 334 чел.;

## Известные уроженцы
- Шмотов Борис Леонтьевич — Герой Советского Союза, выпускник тогдашней семилетней школы.
- Жакова Вера Николаевна — писательница.
- Почивалин Николай Михайлович — писатель, учился здесь в 1929-1930 годах в местной школе[7].
- Валентина Коркина — поэтесса[8][9].

## Инфраструктура
Сегодня в селе работают: филиал ОАО «Юго-Запад транснефтепродукт  ЛПДС  (Линейная производственно — диспетчерская станция) «Клин» Никулино», ООО СПК «Наша Родина», школа, Дом культуры , ФАП (фельдшерско-акушерский пункт).

## Достопримечательности
- Ансамбль Владимирской приходской церкви[10]
- Владимирский храм (Церковь Владимирской иконы Божьей Матери)[11][12][13][14][10][15][16]
- Кладбище при Владимирской церкви[10]
- Надгробия (надмогильные памятники) Е. Ушаковой и М. Н. Ушаковой[10]